# Campionato mondiale militare di scherma 1981
Il Campionato mondiale militare di scherma del 1981 ("1981 World Military Fencing Championships") è stato organizzato dalla Federazione internazionale della scherma e si è svolto a Rennes in Francia dal 4 al 11 aprile.
Nel fioretto, si sono aggiudicati i titoli di campione e campionessa mondiale militare l'italiano Carlo Montano, che ha battuto in finale l'italiano Fabio Dal Zotto, e la tunisina Hendah Zaouali che ha avuto la meglio sulla belga Arianna De Kezel.
Nella spada l'elvetico Daniel Giger ha battuto in finale il francese Patrick Picot, ottenendo il titolo mondiale militare maschile.
Nella sciabola l'italiano Gianfranco Dalla Barba prevale sul tedesco Uwe Leßmeister.
Nel campionato mondiale militare a squadre maschili, la nazionale italiana ha prevalso nella finale del fioretto contro la Francia, mentre la nazionale svizzera ha vinto nella spada contro la formazione svedese, ed infine la nazionale tedesca ha avuto la meglio sulla compagine italiana nella sciabola.
Nel campionato mondiale militare a squadre femminili, la nazionale tunisina ha prevalso nella finale del fioretto contro il Belgio.

## Podi

### Uomini
| Specialità  | Oro                                    | Argento                                               | Bronzo                  |
| Individuali |                                        |                                                       |                         |
| Fioretto    | Carlo Montano                          | Fabio Dal Zotto                                       | Didier Lemenage         |
| Spada       | Daniel Giger                           | Patrick Picot                                         | Peter Barvestad         |
| Sciabola    | Gianfranco Dalla Barba                 | Uwe Leßmeister                                        | Francesco Pellegrino    |
| A squadre   |                                        |                                                       |                         |
| Fioretto    | Italia Fabio Dal Zotto Carlo Montano - | Francia Didier Lemenage -                             | Germania -              |
| Spada       | Svizzera Daniel Giger -                | Svezia Peter Barvestad Greger Forslöw Lars Scharpff - | Francia Patrick Picot - |
| Sciabola    | Germania Uwe Leßmeister -              | Italia Gianfranco Dalla Barba Francesco Pellegrino -  | Francia -               |

### Donne
| Specialità  | Oro                      | Argento                           | Bronzo    |
| Individuali |                          |                                   |           |
| Fioretto    | Hendah Zaouali           | Arianna De Kezel                  | Potiaux   |
| A squadre   |                          |                                   |           |
| Fioretto    | Tunisia Hendah Zaouali - | Belgio Arianna De Kezel Potiaux - | Francia - |

## Medagliere
| Pos.   | Nazione  | Oro | Argento | Bronzo | Totale |
| ------ | -------- | --- | ------- | ------ | ------ |
| 1      | Italia   | 3   | 2       | 1      | 6      |
| 2      | Svizzera | 2   | 0       | 0      | 2      |
| 2      | Tunisia  | 2   | 0       | 0      | 2      |
| 4      | Germania | 1   | 1       | 1      | 3      |
| 5      | Francia  | 0   | 2       | 4      | 6      |
| 6      | Belgio   | 0   | 2       | 1      | 3      |
| 7      | Svezia   | 0   | 1       | 1      | 2      |
| Totale | Totale   | 8   | 8       | 8      | 24     |